# Вулиця Ігоря Дорошенка
Ву́лиця Ігоря Дорошенка — одна з вулиць Шевченківського району Полтави. Вулиця з'єднує вулицю Освітянську з вулицею 23 Вересня, перетинає  вулицю Грушевського. До вулиці Ігоря Дорошенка приєднуються вулиці Республіканська та Алмазна.

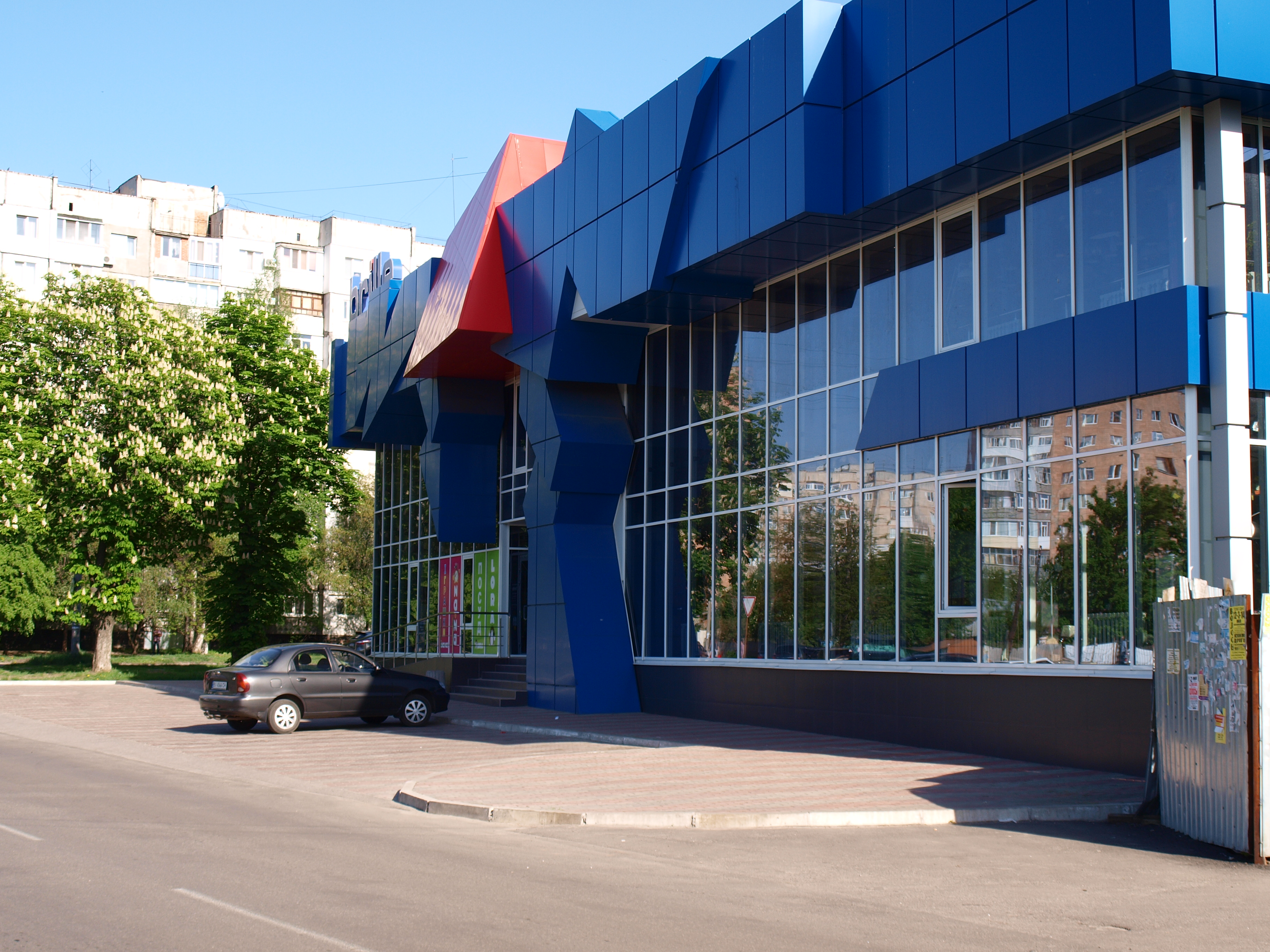
Магазин «Brille» на розі вулиць Дорошенка та Грушевського